# Архимандрит Јован (Радосављевић)
Јован (световно Милисав Радосављевић; Лелић код Ваљева 19. мај 1927 – Нови Сад, 8. април 2021) био је архимандрит Српске православне цркве.

## Биографија

### Рођење
Јован Радосављевић, архимандрит, рођен је у селу Лелић, срез ваљевски, од побожних родитеља Радомира и Даринке 6/19. маја 1927. године. На крштењу добио је име Милисав.

### Школа
Завршио четири разреда основне школе у Лелићу, осмогодишњу у Дечанима 1961. године. Богословију у Призрену 1966. године, Богословски факултет у Београду 1971. године и постдипломске студије у Атини 1971—1974. затим те студије прекида и упућује се у манастир Острог за в. д. управника монашке школе у децембру 1974. године. Из Острога монашка је двогодишња школа пресељена у Далмацију у манастир Крка где се налазила и Богословија 1977. године. Тамо је упућен за наставника. После годину дана премештен је за наставника у призренску Богословију 1978/79. Професорски испит положио је у Београду 1983. године.

### Монашки живот
После Основне школе Милисав је отишао код владике Николаја у Краљево 1938. године. После извесног времена владика Николај га одводи једно време у Жичу као искушеника па га поново пред рат 1941. године враћа код себе у Краљево.
Један је од сведока бомбардовања Жиче 10. јула 1941. године. После бомбардовања и паљења манастира Жиче 1941. године већи део братства повлачи се у планину Столове и манастирске колибе. Отуда први снег тера их све, с благословом владике Николаја у Студеницу. У Студеници после бугарских злостављања и батина 1943. године а затим слично се пролази и 1944. године. У лето те године због ратних прилика Милисав одлази у манастир Вујан, где пред долазак партизана долази и теолог Гојко Стојчевић. После годину дана 1945. године због смене, сво братство старо прелази код Овчар Бање у манастир Благовештење. Милисав остаје у том манастиру 1947. године. Тада одлази у војску. После двогодишњег војног рока, враћа се и одлази у манастир Рачу код Бајине Баште где се већ налази и сво братство из манастира Благовештења. То је почетак 1950. године, а на Усековање исте године Милисав прима монашки чин по благослову митрополита Јосифа. Отац Јустин није могао доћи из Ћелија због болести за монашење, па је поручио да га неко замени од братије. Тако је чин монашења обавио игуман Јулијан Кнежевић, а приводио монашењу и дао као духовни отац монашко име Јован, јерођакон Павле Стојчевић.
После бомбардовања Србије од НАТО пакта, Богословија се из Призрена преселила у Ниш са ђацима и наставницима 1999. године. Унапређен је у чин архимандрита 1992. године. Као професор пензионисан је са радом у школи 2001. године. Био је духовник три године у богословијама у Београду, Карловцима и Крагујевцу.
Августа 2012. године одликован је Орденом Светог Саве другог реда.
Преминуо је 8. априла 2021. у Новом Саду. Сахрањен је 10. априла на гробљу манастира Лелић.

## Дела

### Написао
- Страдање Жиче и Студенице у II светском рату
- Овчарско-кабларски манастири
- Начин монашког живота и ликови Срба духовника
- Дневник под НАТО бомбама
- Познање истине
- Логор у Јасеновцу у Другом светском рату
- Откровење
- Логор Дахау у II светском рату, владика Николај и патријарх Гаврило
- Архим. Макарије – дечански и Косово и његово доба
- Српско слово за Косово, поема
- Монографија манастира Благовештење – Овчар Бања
- Архимандрит Алексије и Студеница у II светском рату
- Манастир Рача, монографија
- Писма из сужањства, Свети Владика Николај
- Крсна Слава
- С Патријархом Павлом кроз живот
- Мали Пророци – јерођакон Павле
- Писма и белешке Патријарха Павла
- Поука о свештенству – Св. Симеон Солунски
- Отац Рафаило Топаловић
- Манастир Јежевица, монографија

### Приредио за штампу
- Свештеномученик Јован Рапајић
- Десет месијанских псалама и зашто праведник страда а грешник благује, О праведном Јову
- Последње збогом – песме монаха Михаила Филиповића
- Живот и рад лелићског пароха ставрофорног протопрезвитера Ђорђа Колџића
- Увод у свето писмо Новога Завета